# Burg Alsbach
Die Wasserburg Alsbach, auch Haus Alsbach genannt, ist ein befestigtes Herrenhaus in Engelskirchen (Nordrhein-Westfalen, Deutschland).
Vermutlich im Jahr 1373 wurde es als zu me hove erstmals urkundlich belegt. Begleitet von häufigen Besitzerwechseln wurde es – vermutlich auf dem Grundriss einer älteren Burg bzw. eines Wohnturms – 1622 bis 1627 erbaut, indem der Turm um ein Langhaus erweitert wurde. 1893 wurde die umgräftete Anlage mit Vorburg zu einer siebenachsigen Zweiflügelanlage umgebaut. 
Als Besitzer werden genannt: 1431 Wilhelm von den Vorste gen. Obhoven und Hermann von Slebusch, 1532 Quadt, um 1800 Wendt, Ende 19. Jh. Graf Wolff-Metternich, seit 1967 Grafen Spee. Heutiger Besitzer ist Pius Graf von Spee.
Das Herrenhaus ist komplett von einem Wassergraben umgeben, eine im Nordwesten vorgelagerte Vorburg befindet sich noch außerhalb. Das südliche Gartenparterre ist durch eine Brücke mit dem Herrenhaus verbunden. Das Haus ist über eine schmale etwa 300 Meter lange Einfahrt erreichbar. Die Besichtigung des Hauses ist nur von außen möglich.
An den Rittmeister Wienand Ruttger von Quadt zu Alsbach, der das Dorf tapfer vor den eindringenden Schweden verteidigte, erinnert die Schlossgarde Engelskirchen.
Die Burg Alsbach ist als Denkmal in der Liste der Baudenkmäler in Engelskirchen eingetragen.